# Olof Östergren
Karl Olof Östergren,  född den 17 februari 1874 Gävle, död den 14 oktober 1963 i Nynäshamn, var en svensk språkforskare (särskilt inom stilistik), docent vid Uppsala universitet, erhöll professors namn 1936. Han är mest känd för sin monumentala Nusvensk ordbok i tio volymer (1915–1972). Östergren är också känd som författare till den lilla boken Våra vanligaste främmande ord, som första gången utkom 1907 och som trycktes om i många upplagor. 
Olof Östergren hade på sin tid den största privata boksamlingen i Norden på över 60 000 band. En stor del var modern skönlitteratur som användes i ordboksframställningen. Biblioteket var inrymt i hans privatvåning i Uppsala. Hela biblioteket köptes av stiftelsen Kempe och skänktes till det då planerade Umeå universitet. 
Vid Umeå universitetsbibliotek finns en specialsamling om ca 25000 titlar som tillhört Östergren. Samlingen har tonvikten på språkvetenskap men innehåller också mycket inom andra ämnesområden, såväl svenskt som utländskt. Samlingen avslutades 1956. Till samlingen hör en handskriven alfabetisk katalog som digitaliserats.
Olof Östergren är begravd på Uppsala gamla kyrkogård.